# Ignacy Nowak (powstaniec wielkopolski)
Ignacy Nowak (ur. 25 lipca 1891 w Kruszwicy, zm. wiosną 1940 na Ukrainie) – kapitan Wojska Polskiego, ofiara zbrodni katyńskiej. Kawaler Orderu Virtuti Militari.

## Życiorys
Urodził się w rodzinie Michała i Józefy z Winnickich lub też (Winieckich). Absolwent szkoły powszechnej w Kruszwicy. W latach 1905–1913 pracował w cukrowni. Powołany do armii niemieckiej, walczył na froncie francuskim i rosyjskim, czterokrotnie ranny. Brał udział w przygotowaniach i walkach w powstaniu wielkopolskim, brał m.in. udział w wyzwalaniu Kruszwicy 3 stycznia 1919. Awansował 4 czerwca 1919 na podporucznika i po zakończonych walkach powstańczych w Wielkopolsce na czele kompanii 5 pułku strzelców wielkopolskich, którą pomagał tworzyć a później z nią uczestniczył w wojnie polsko-bolszewickiej. Za udział w walkach o Łomżę w 22 sierpnia 1920 odznaczony Orderem Virtuti Militari.
W okresie międzywojennym uzupełnił wykształcenie w Szkole Młodszych Oficerów Piechoty przy Szkole Podchorążych Piechoty. W 1922 awansował na porucznika. Przeniesiony do 59 pułku piechoty na dowódcę kompanii. Po awansie w 1927 r. do stopnia kapitana, został przeniesiony do 17 baonu KOP „Dawigródek” na Polesiu. Od 1930 r. służył w 70 pułku piechoty. W 1932 został przeniesiony do Powiatowej Komendy Uzupełnień Rawa Ruska na stanowisko kierownika II referatu poborowego. 1 września 1938 – jego jednostka została przemianowana na Komendę Rejonu Uzupełnień Rawa Ruska, a zajmowane przez niego stanowisko otrzymało nazwę „kierownik II referatu uzupełnień”. Na tym stanowisku pozostał do września 1939.
W październiku 1939 aresztowany przez NKWD, osadzony we Lwowie w więzieniu na Zamarstynowie. Został zamordowany wiosną 1940 na Ukrainie. Figuruje na liście wywózkowej 055/4 z 5 kwietnia 1940 r., poz. 82.

## Życie prywatne
Żonaty od 1923 z Janiną z d. Nowak, córka Danuta (1926).

## Awanse
- podporucznik – 4 czerwca 1919[1]
- porucznik – 1922
- kapitan – 1927

## Ordery i odznaczenia
- Krzyż Srebrny Orderu Virtuti Militari nr 1193
- Krzyż Niepodległości – 20 lipca 1932 roku „za pracę w dziele odzyskania niepodległości”[5]
- Krzyż Walecznych
- Srebrny Krzyż Zasługi